# Nanata Mawatani
Nanata Mawatani (* 15. August 1937 in Berlin als Ingrid Alten) ist eine deutsche Schriftstellerin, die mehrere Romane, Jugend- und Kinderbücher über das Leben der Indianer in den USA in Vergangenheit und Gegenwart verfasst hat.

## Leben
Nanata Mawatani wuchs in Hamburg und Düsseldorf auf und lebt heute als Schriftstellerin in Ulm. Sie unternahm mehrere Reisen in den Westen der USA, besuchte Indianer im Gefängnis und in den Reservaten und lebte mehrere Wochen mit Stadtindianern zusammen. Seit 1974 engagiert sie sich mit authentischen Büchern und Geschichten über das Leben in Indianerreservaten für die Bekämpfung von Wildwest-Klischees. Für ihr Buch Weißer Vogel und Schwarzes Pferd erhielt sie das Prädikat „Besonders wertvoll“.

## Werke

### Romane, Kinder- und Jugendbücher
- Weisser Vogel und Schwarzes Pferd, Arena Würzburg 1978, TB 1984
- Kleiner Bär und Weisser Vogel – die letzten Jahre der Cheyenne, Arena Verlag GmbH 1978
- Wo der Adler fliegt – die Hoffnung der Cheyenne, Edition Pestum, Schneider München 1980, Neuaufl. 1986
- Kleiner Krieger und das Eiserne Pferd, Otto Maier Verlag Ravensburg 1985, Neuauflage Arena Würzburg 1997
- Weisser Vogel, Tochter der Cheyenne, Arena Verlag Würzburg 1989, 5. Aufl. 1995, Neuauflage: Weiße Tochter der Cheyenne, Arena Würzburg 2001
- Nur ein Indianer, Schneider München 1981, 2. Aufl. als Mini-Buch 1985, Neuauflage: Indianergeschichte, Schneider München 1995
- Bleib am Leben! Die Strassenkinder von New York, Buch&Media 2007

### Beiträge
- Schwanenfeuer und Silbersee, in: Goldschweif und Silbermähne, Schneider München 1994
- Wounded Knee, in: Augenblicke der Entscheidung, Herder Freiburg 1986

### Übersetzungen
- Petit Guerrier, Edit. Bayard Press Paris 1991
- Pequeno Guerrero y Caballo de Hierro, Editorial Noguer Barcelona 1989
- Petit guerrer i el cavall de ferro, Editorial Noguer Barcelona 1990
- Kleine krijger en het ijzeren paard, Edit. la Rivière & Voorhoeve Kampen 1990
- Quando a Águia Voa, Melhoramentos, Brasilien 1981

## Auszeichnungen
- Prädikat: „Besonders wertvoll“ (Weißer Vogel und Schwarzes Pferd, 1978),
- Buch des Monats (Kleiner Bär und Weißer Vogel, 1978),
- Stichting Nederlandse Kinderjury (Kleiner Krieger und das Eiserne Pferd, 1991)